# Antonis Nikopolidis
Antonis Nikopolidis (en griego: Αντώνης Νικοπολίδης; Arta, 14 de enero de 1971) es un exportero y entrenador griego. Como jugador, pasó la mayor parte de su carrera en el Olympiacos y el Panathinaikos del fútbol heleno, y en la selección de fútbol de Grecia, siendo considerado como uno de los mejores porteros de su generación y de la historia de su país.
Sus inicios profesionales como portero los realizó en el Panathinaikos FC, al que llegó en el 1989 procedente del club Anagennisi Artas, y cuyos palos defendía en aquel momento el portero polaco Józef Wandzik, que disfrutaba de la titularidad tanto en su club como en su selección, y que mantuvo la titularidad por encima de Nikopolidis en el equipo entre 1989 y 1997, hasta el punto de que el guardameta griego no disputó ningún partido oficial con el equipo entre 1990 y 1994. Adquirió una mayor fama a nivel europeo tras llegar en la temporada 2001-2002 a los cuartos de final de la Liga de Campeones de la UEFA con el Panathinaikos.
En la temporada 2003-2004, Nikopolidis fichó por el mayor rival del Panathinaikos, el Olympiacos, en medio de un malestar entre los aficionados del equipo cuyos palos llevaba defendiendo 14 años. Con el Olympiacos mantuvo una supremacía casi absoluta sobre los demás clubes griegos, que se evidenció en que el equipo ganó todos las ligas helenas desde su fichaje hasta su retirada excepto en la temporada 2009-2010.
Con la selección de fútbol de Grecia no ha podido llegar a una Copa Mundial de Fútbol, pero su logro con la selección helénica fue en la Eurocopa 2004 disputada en Portugal, en la que su selección ganó a la escuadra anfitriona en la final por la cuenta mínima, y se pudo alzar con el trofeo.
El 17 de junio de 2008 el portero declaró que no seguiría defendiendo la portería de la selección helena, disputando su último encuentro contra España, en la que el conjunto griego cayó por dos goles a uno.
En la temporada 2010-2011 Nikopolidis anunció que a final de esa temporada se retiraría de la práctica activa del fútbol, jugando su último partido contra el Larissa en la victoria de su equipo por 6-0 en la Super Liga de Grecia.
Tras su retirada como jugador pasó a formar parte del cuerpo técnico del Olympiacos F. C..

## Clubes
* Actualizado a 20 de agosto de 2011.
| Club             | País   | Temporada | Partidos | Goles |
| ---------------- | ------ | --------- | -------- | ----- |
| Anagennisi Artas | Grecia | 1987-1988 | 16       | 0     |
| Anagennisi Artas | Grecia | 1988-1989 | 33       | 0     |
| Panathinaikos FC | Grecia | 1989-2004 | 5        | 0     |
| Olympiacos FC    | Grecia | 2004-2005 | 29       | 0     |
| Olympiacos FC    | Grecia | 2005-2006 | 29       | 0     |
| Olympiacos FC    | Grecia | 2006-2007 | 28       | 0     |
| Olympiacos FC    | Grecia | 2007-2008 | 28       | 0     |
| Olympiacos FC    | Grecia | 2008-2009 | 28       | 0     |
| Olympiacos FC    | Grecia | 2009-2010 | 28       | 0     |
| Olympiacos FC    | Grecia | 2010-2011 | 12       | 0     |

## Palmarés

### Campeonatos nacionales
| Título               | Club             | País   | Año  |
| -------------------- | ---------------- | ------ | ---- |
| Super Liga de Grecia | Panathinaikos FC | Grecia | 1990 |
| Super Liga de Grecia | Panathinaikos FC | Grecia | 1991 |
| Copa de Grecia       | Panathinaikos FC | Grecia | 1991 |
| Copa de Grecia       | Panathinaikos FC | Grecia | 1993 |
| Copa de Grecia       | Panathinaikos FC | Grecia | 1994 |
| Super Liga de Grecia | Panathinaikos FC | Grecia | 1995 |
| Copa de Grecia       | Panathinaikos FC | Grecia | 1995 |
| Super Liga de Grecia | Panathinaikos FC | Grecia | 1996 |
| Super Liga de Grecia | Panathinaikos FC | Grecia | 2004 |
| Copa de Grecia       | Panathinaikos FC | Grecia | 2004 |
| Super Liga de Grecia | Olympiacos FC    | Grecia | 2006 |
| Copa de Grecia       | Olympiacos FC    | Grecia | 2006 |
| Super Liga de Grecia | Olympiacos FC    | Grecia | 2007 |
| Copa de Grecia       | Olympiacos FC    | Grecia | 2007 |
| Super Liga de Grecia | Olympiacos FC    | Grecia | 2008 |
| Copa de Grecia       | Olympiacos FC    | Grecia | 2008 |
| Super Liga de Grecia | Olympiacos FC    | Grecia | 2009 |
| Copa de Grecia       | Olympiacos FC    | Grecia | 2009 |
| Super Liga de Grecia | Olympiacos FC    | Grecia | 2011 |

### Copas internacionales
| Título   | Selección | País     | Año  |
| -------- | --------- | -------- | ---- |
| Eurocopa | Grecia    | Portugal | 2004 |